# دومينيك شامبرز
دومينيك شامبرز (6 يناير 1984 - ) (بالإنجليزية: Dominic Chambers)‏ هو لاعب كريكت بريطاني.

## وصلات خارجية
- دومينيك شامبرز على موقع إي آس بي آن كريك إنفو (الإنجليزية)